# Izsevszk
Izsevszk (oroszul Ижевск [Izsevszk], udmurtul Иж [Izs] vagy Иж кар [Izs kar], jelentése „Izs-város”, tatárul Ижау [Izsau]) város Oroszország európai részén, az Uráltól nyugatra, Udmurtföld fővárosa. Nehézipari és hadiipari központ. Tatabánya testvérvárosa.
Lakóinak száma 628 116 fő (2010-es népszámláláskor), a köztársaság összlakosságának közel 40%-a. Nemzetiségi összetétele 2002-ben a következőképpen alakult: az oroszok aránya 58,9%, az udmurtoké 30%, a tatár lakosságé 9,6%.

## Neve
A település neve 1918-ig Izsevszki gyár, 1918-tól Izsevszk. A város nevét 1985-ben Usztyinovra változtatták az 1984-ben elhunyt Dmitrij Fjodorovics Usztyinov szovjet hadügyminiszter tiszteletére, de a lakosság tiltakozása miatt két év múlva az eredeti nevet állították vissza.

## Fekvése

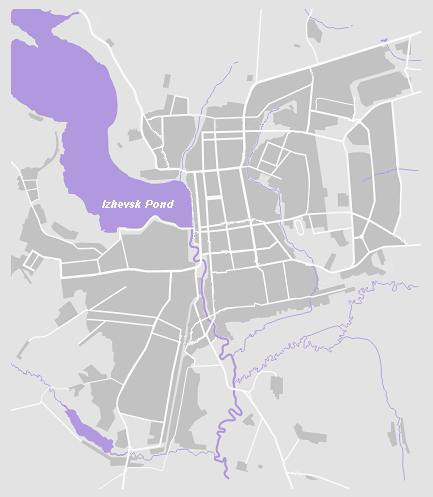
Izsevszk térképe

A Kelet-európai-síkvidék keleti peremén, az Izs folyó és a felduzzasztásával létesített tó partján fekszik. Sík és enyhén dombos területre épült, legmagasabb pontja kb. 260 m. Ez a vidék távol esett a nagy kereskedelmi útvonalaktól és a sorsdöntő történelmi eseményektől. Az Urál  és ércvagyonának viszonylagos közelsége volt és maradt meghatározó jelentőségű a város fejlődésében.

## Történeti áttekintés
1760-ban az Izs partján Suvalov gróf vasfeldolgozó üzemet (manufaktúrát) alapított, mely hamarosan a kincstár tulajdonába ment át. 1774-ben Pugacsov felkelő serege az üzemet feldúlta, vezetőit kivégezte. Cári rendeletre 1807-ben kibővítették, külföldről hívott szakemberek segítségével fegyvergyárrá alakították és meghonosították az acélgyártást. Fél évszázad múlva termékeit már külföldön is jól ismerték. A vasművel elválaszthatatlanul összenőtt a körülötte létesült település, melyet szintén csak Izsevszki gyárnak neveztek, pedig 1863-ban lakóinak száma már meghaladta a 20 000 főt.
1918-ban a városi munkástanács a települést Izsevszk néven várossá nyilvánította, ennek hivatalos megerősítésére csak hét évvel később került sor. 1921-ben a város az újonnan létrehozott Votják Autonóm Terület, majd a helyette 1934-ben megalakított Udmurt Szovjet Szocialista Köztársaság fővárosa lett. Ennek a döntésnek kevés köze volt az udmurtok érdekeihez, hiszen Izsevszkben – több udmurtföldi várossal ellentétben – soha nem voltak többségben. 1941 őszén számos vállalatot, köztük több hadiüzemet telepítettek ide, ettől a város lakóinak száma hirtelen felduzzadt, nemzetiségi összetétele is megváltozott. Hadiipari létesítményei miatt Izsevszk a külföldiek előtt évtizedeken át zárt város volt, ezt a tilalmat csak 1989-ben oldották fel.

## Népesség
- 2010-ben 627 734 lakosa volt, melyből 431 604 fő orosz (68,8%), 92 807 udmurt (14,8%), 55 651 tatár (8,9%), 4 488 ukrán (0,7%), 2 335 azeri, 2 082 mari, 1 549 baskír, 1 303 fehérorosz, 1 131 örmény, 994 csuvas, 626 üzbég, 606 zsidó, 495 német, 484 mordvin, 456 tadzsik, 386 moldáv, 243 cigány, 235 grúz, 170 koreai, 168 komi, 156 böszörmény, 124 lezg, 120 lengyel, 114 kazah, 101 görög, 94 csecsen stb.

## Közigazgatás

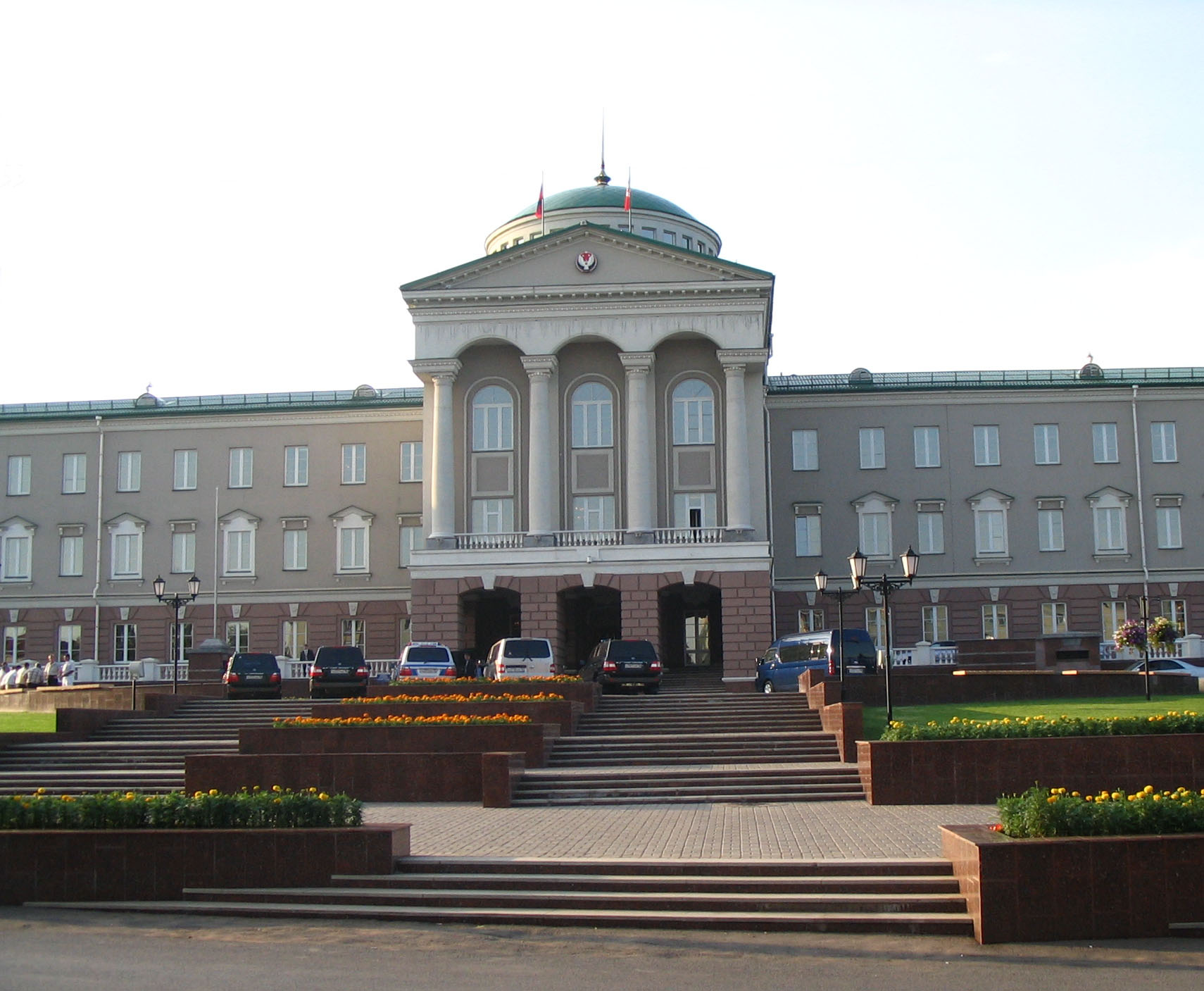
A köztársaság vezetőjének palotája

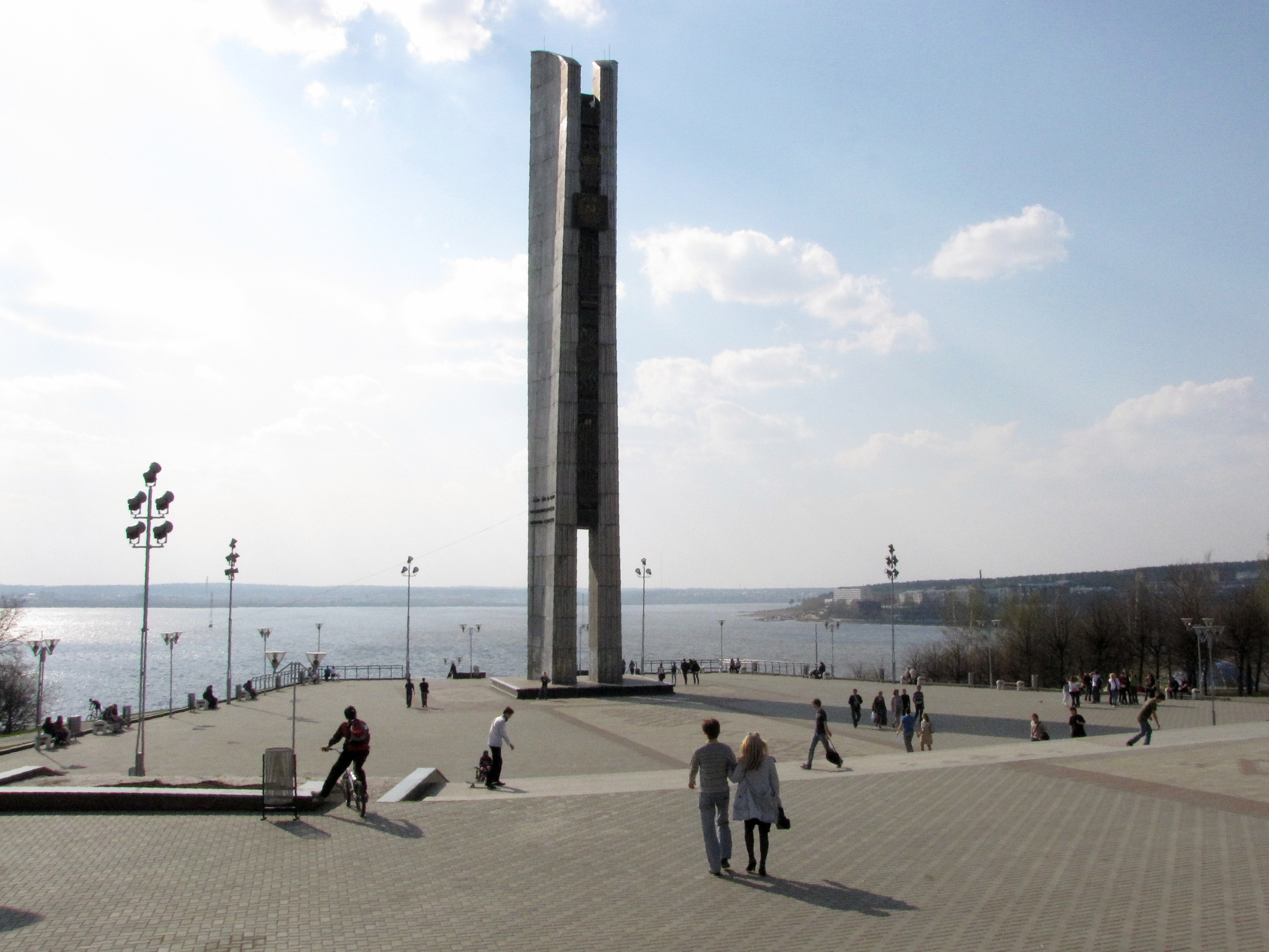
Az orosz és az udmurt nép barátságának emlékműve

Izsevszk kialakulását, több uráli városhoz hasonlóan, egyetlen nagy gyár alapítása és fejlődése határozta meg. Az Izs vizének felduzzasztásával létesített városi tó is a gyár igényeit szolgálta.
A város ma öt kerületből áll, a folyó két részre osztja a várost: jobb partján terül el a régi városközpont, bal partján az iparvállalatok között lakónegyedek, főleg az 1970-es évektől kiépített lakótelepek, mikrorajonok húzódnak. A városközpont régi épületei az 1820-as évekből valók: a vasmű központi irodaháza és az Arzenál (Szemjon Gyugyin építész alkotásai), valamint az Alekszandr Nyevszkij-székesegyház. A szovjet időkben a templomban mozit rendeztek be, de azóta megszüntették, az épületet felújították. A gyárral majdnem egyidős Szentháromság-templom (1814) eredetileg egy temető mellé épült, ma a stadion mellett áll. Rosszabb sors jutott az 1859-ben emelt Miklós-templomnak és a 19. század végén épített Mihajlov-székesegyháznak: a szovjet időszak első évtizedeiben mindkettőt lerombolták. A tatár lakosság 1856-ban épült régi mecsete mellett 1997-ben új, nagyobb mecsetet emeltek.
A város polgármestere 2001 óta: Viktor Vasziljevics Balakin.

### Városrészek
1962 óta 5 kerületre (oroszul район [rajon], udmurtul ёрос [jorosz]) oszlik a város.
| Térkép             | #  | Név               | Lakosság (fő, 2015) |
| ------------------ | -- | ----------------- | ------------------- |
| Izsevszk kerületei | 1. | Lenin kerület     | 124 653             |
| Izsevszk kerületei | 2. | Október kerület   | 135 576             |
| Izsevszk kerületei | 3. | Ipari kerület     | 118 973             |
| Izsevszk kerületei | 4. | Usztyinov kerület | 136 643             |
| Izsevszk kerületei | 5. | Május 1. kerület  | 126 179             |

## Gazdaság, közlekedés

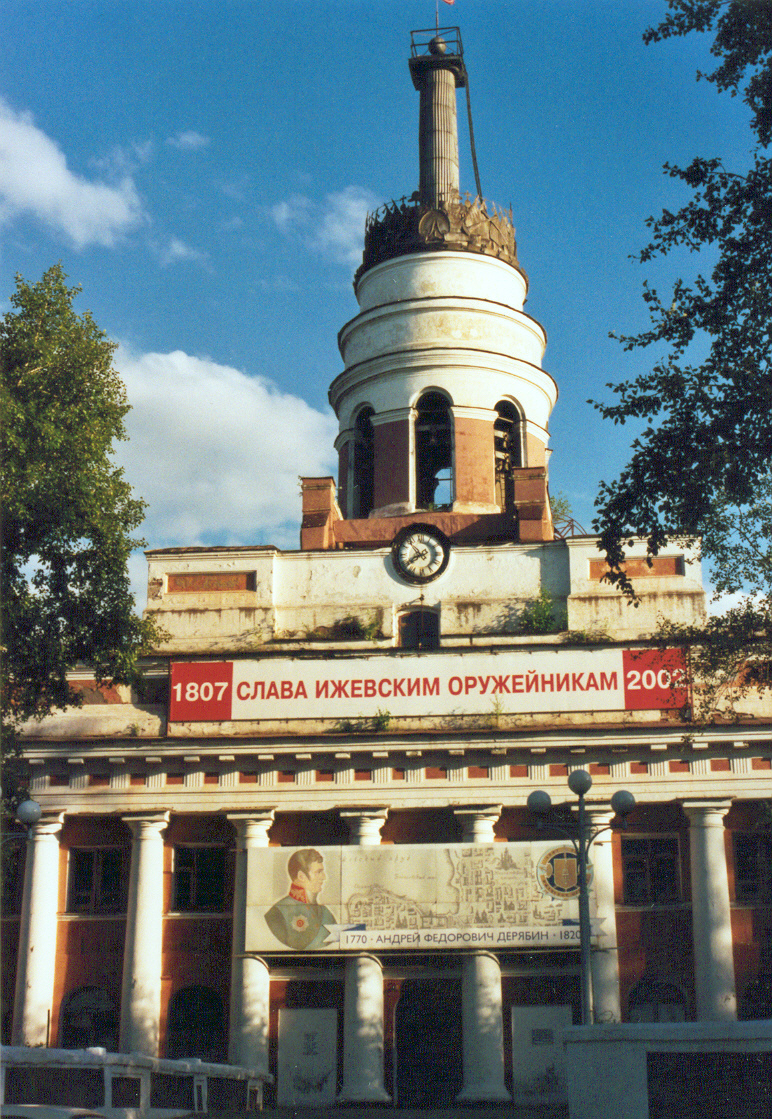
A fegyvergyár bejárata

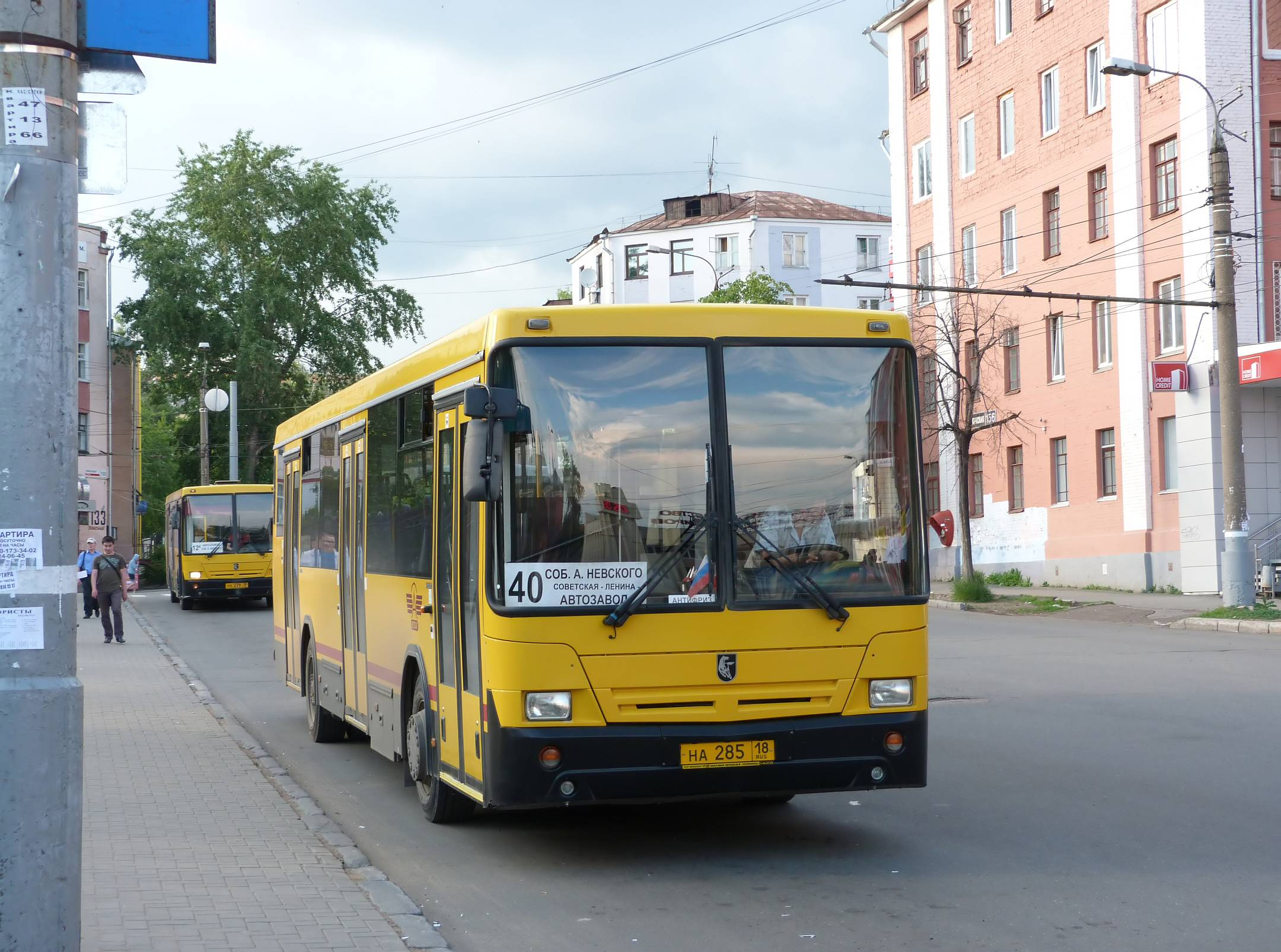
Autóbuszok Izsevszkben

Udmurtföld ipari termékeinek kb. a felét a főváros vállalataiban állítják elő. Főbb nehézipari ágazatok: kohászat, fémfeldolgozás, gépgyártás, fegyverek – többek között a világhírű Kalasnyikovok – és haditechnikai berendezések gyártása, továbbá vegyipar, papírgyártás, elektronika.
A legnagyobb iparvállalatok:
- Izsmas – Az első, 1807-ben alapított fegyvergyár utóda. Az első világháború idejére Oroszország egyik vezető fegyvergyártó vállalata lett, ezt a rangját sokáig, a második világháború idején is megtartotta. Fokozatosan sok-profilú mamutvállalattá nőtt, az 1990-es évek privatizációs hulláma idején több részlegét önálló részvénytársasággá alakították.
- Akszion – Korábbi neve: Motozavod. 1933-ban hozták létre az Izs motorkerékpárok gyártására. A világháború idején fegyvergyár, majd a rakétatechnikában alkalmazott precíziós műszerek készítésére specializálódott. Az 1990-es elején, amikor számos hadiipari üzem profilt váltott, előbb magnetofonok, majd orvosi műszerek előállítását kezdték meg.
- Izsavto – Az 1965-ben alapított autógyárból kerültek ki a hazai autósok körében is ismert Moszkvics gépkocsik. 2000-ben a gyárat privatizálták. Néhány korábbi modell megtartása mellett 2005-ben megkezdődött a Kia Motors Corporation Kia Spectra gépkocsijainak összeszerelése.
- Izsevszki mechanikai gyár (Izsmeh) – Az Izsmashoz tartozó vállalat, mely sport- és vadászfegyvereket gyárt. Termékeit több nemzetközi kiállításon díjakkal, oklevelekkel ismerték el.
- Izsnyeftyemas – az olajipari, különösen az olajbányászati gépek, berendezések egyik legnagyobb oroszországi gyártója.

Közlekedés: közúti és vasúti csomópont; van repülőtere is a városközponttól 12 km-re. Az Izs nem hajózható, a fővárost vasútvonal köti össze a közeli Káma parti kikötővel, Szarapul várossal. A környező településekre autóbuszjáratok.

## Felsőoktatás

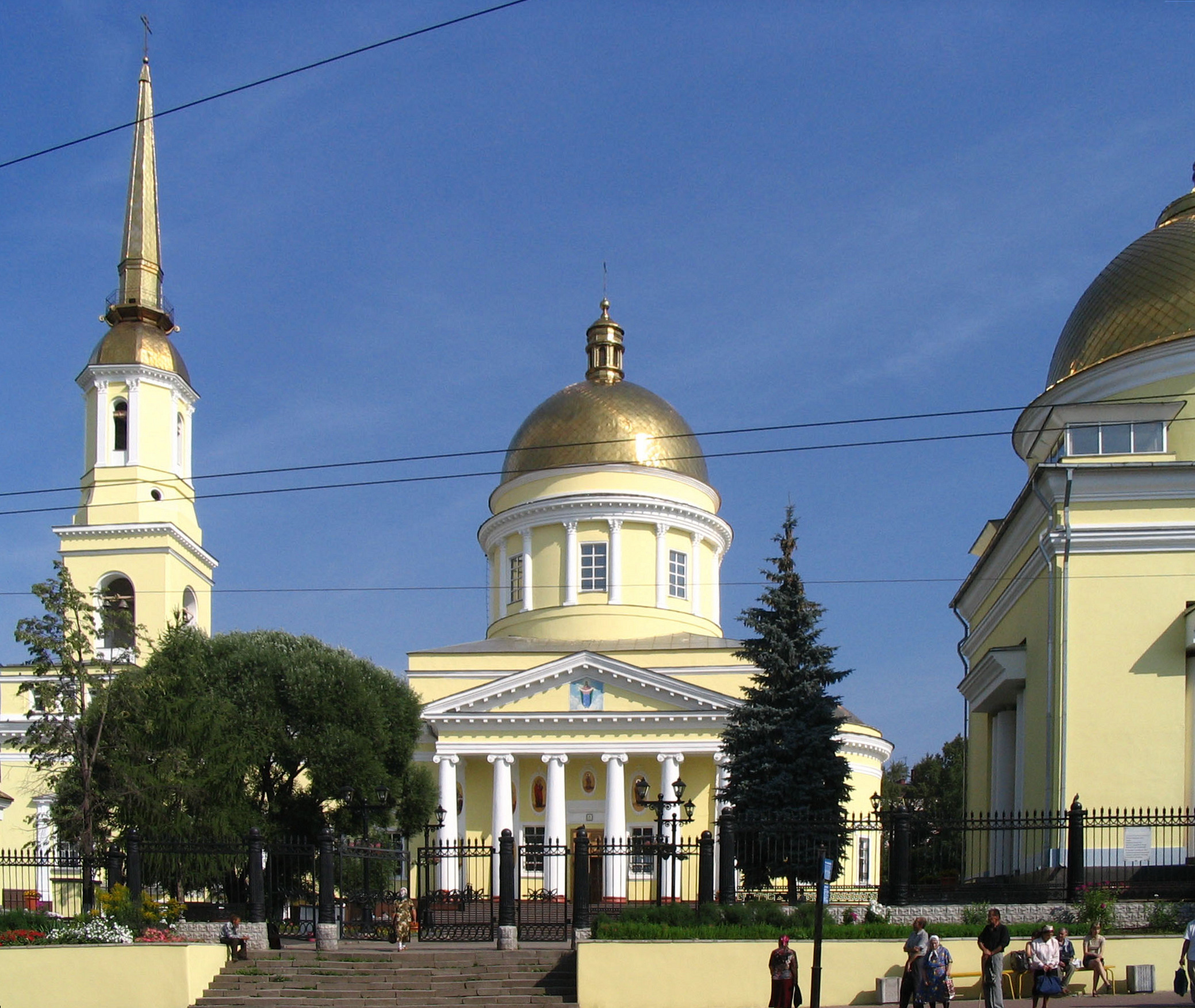
Ortodox templom

Fontosabb felsőoktatási intézmények:
- Udmurt Állami Egyetem – 1931-től pedagógiai főiskolaként működött, 1971 óta egyetem. 15 karán és 7 intézetében 950 tanár, előadó dolgozik, jelenleg kb. 25 000 hallgatója van.
- Műszaki egyetem.
- Orvosi akadémia.
- Nemzetközi Kelet-Európai Egyetem – alapítvány által létesített és fenntartott intézmény.

## Kultúra

### Színházak

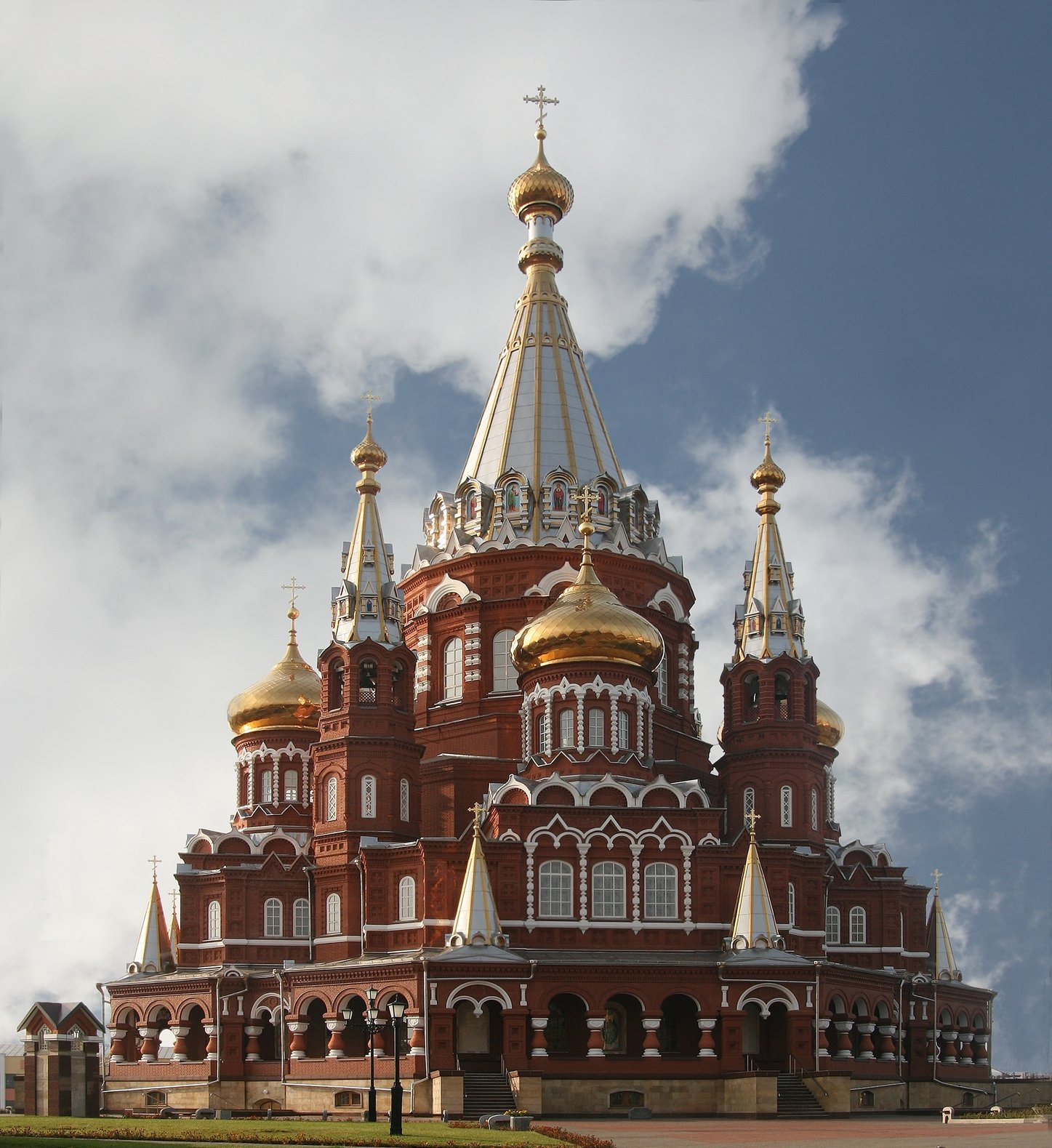
A Szent Mihály-székesegyház

- Orosz Drámai Színház
- Udmurt Drámai Színház
- Opera- és operettszínház

### Múzeumok
- A Kuzebaj Gerd nevét viselő Udmurt Nemzeti Múzeumot – gyakran helytörténeti múzeumként emlegetik – 1920-ban alapították, 50 évvel később foglalta el mai helyét az egykori Admiralitás épületében. Szomszédságában épült néhány éve az udmurtföldi elnök rezidenciája.
- Szépművészeti múzeum
- Kalasnyikov fegyver-múzeum

## Híres emberek
- Gerd, Kuzebaj (1898-1937) udmurt költő, néprajzos, a róla elnevezett múzeum első igazgatója. Az 1930-as évek „tisztogatásainak” lett áldozata, valószínűleg a Szoloveckij-szigeteken kiépített Gulag táborban vesztette életét.
- Dmitrij Fjodorovics Usztyinov (1908-1983), a Szovjetunió honvédelmi minisztere, a párt egyik vezető személyisége volt, évtizedeken át az izsevszki hadiipar első emberének számított.
- Jevgenyij Fjodorovics Dragunov Izsevszkben született orosz fegyvertervező
- Mihail Tyimofejevics Kalasnyikov tábornoki rangban, a nevezetes gépkarabély feltalálója, a város díszpolgára. Itt élt közel 25 éven át, a Borogyin utca 11. alatt lakott.[2]
- Hugo Schmeisser német fegyvertervező, a második világháborút követően mint hadifogoly került Izsevszkbe